# Oldřich Duras
Oldřich Duras, dříve psán též Důras (30. října 1882, Pchery, místní část Humny – 5. ledna 1957, Praha) byl rakouskouherský a posléze československý šachista a šachový skladatel, první český mezinárodní velmistr (titul udělen roku 1950).

## Život
Největší mezinárodní úspěchy zaznamenal mezi roky 1905 a první světovou válkou. Dělil první místo na turnajích v Brémách (Bremen) 1905, kdy získal titul mistra, dále ve Vídni 1908, v Praze téhož roku a ve Vratislavi 1912. Za zmínku ještě stojí dělení 3. místa v Petrohradu 1909 za Laskerem a Rubinsteinem a 2. místo v Hamburku 1910 za Schlechterem.
Po první světové válce již přestal hrát závodní šachy a věnoval se šachové kompozici. Složil přes 40 studií a 50 šachových úloh.
Když FIDE zaváděla titul mezinárodní velmistr, udělila ho výjimečně dobrým šachovým mistrům jmenováním. Z československých šachistů ho obdržel právě Oldřich Duras.
V Brně existuje klub ŠK Duras BVK - Královo Pole, který je pojmenovaný po Oldřichu Durasovi.